# South West Hertfordshire (circonscription britannique)
Circonscription parlementaire de la Chambre des communes
La circonscription de South West Hertfordshire est une circonscription électorale anglaise située dans l'Hertfordshire et représentée à la Chambre des communes du Parlement britannique.

## Géographie
La circonscription comprend:
- Les villes de Berkhamsted, Rickmansworth et Tring

## Députés
Les Members of Parliament (MPs) de la circonscription sont:
| Législature                                                  | Années       | Député             | Député          | Parti        |
| ------------------------------------------------------------ | ------------ | ------------------ | --------------- | ------------ |
| South West Hertfordshire issue de Watford et Hemel Hempstead |              |                    |                 |              |
| 39e                                                          | 1950–1951    |                    | Gilbert Longden | Conservateur |
| 40e                                                          | 1951–1955    |                    | Gilbert Longden | Conservateur |
| 41e                                                          | 1955–1957    |                    | Gilbert Longden | Conservateur |
| 42e                                                          | 1959–1964    |                    | Gilbert Longden | Conservateur |
| 43e                                                          | 1964–1966    |                    | Gilbert Longden | Conservateur |
| 44e                                                          | 1966–1970    |                    | Gilbert Longden | Conservateur |
| 45e                                                          | 1970–1974    |                    | Gilbert Longden | Conservateur |
| 46e                                                          | 1974–1974    | Geoffrey Dodsworth |                 | Conservateur |
| 47e                                                          | 1974–1979    | Geoffrey Dodsworth |                 | Conservateur |
| 48e                                                          | 1979–1979    | Geoffrey Dodsworth |                 | Conservateur |
| 48e                                                          | 1979-1983    | Richard Page       |                 | Conservateur |
| 49e                                                          | 1983–1987    | Richard Page       |                 | Conservateur |
| 50e                                                          | 1987–1992    | Richard Page       |                 | Conservateur |
| 51e                                                          | 1992–1997    | Richard Page       |                 | Conservateur |
| 52e                                                          | 1997–2001    | Richard Page       |                 | Conservateur |
| 53e                                                          | 2001–2005    | Richard Page       |                 | Conservateur |
| 54e                                                          | 2005–2010    | David Gauke        |                 | Conservateur |
| 55e                                                          | 2010–2015    | David Gauke        |                 | Conservateur |
| 56e                                                          | 2015–2017    | David Gauke        |                 | Conservateur |
| 57e                                                          | 2017–2019    | David Gauke        |                 | Conservateur |
| 57e                                                          | 2019         | David Gauke        |                 | Indépendant  |
| 58e                                                          | 2019–Présent |                    | Gagan Mohindra  | Conservateur |

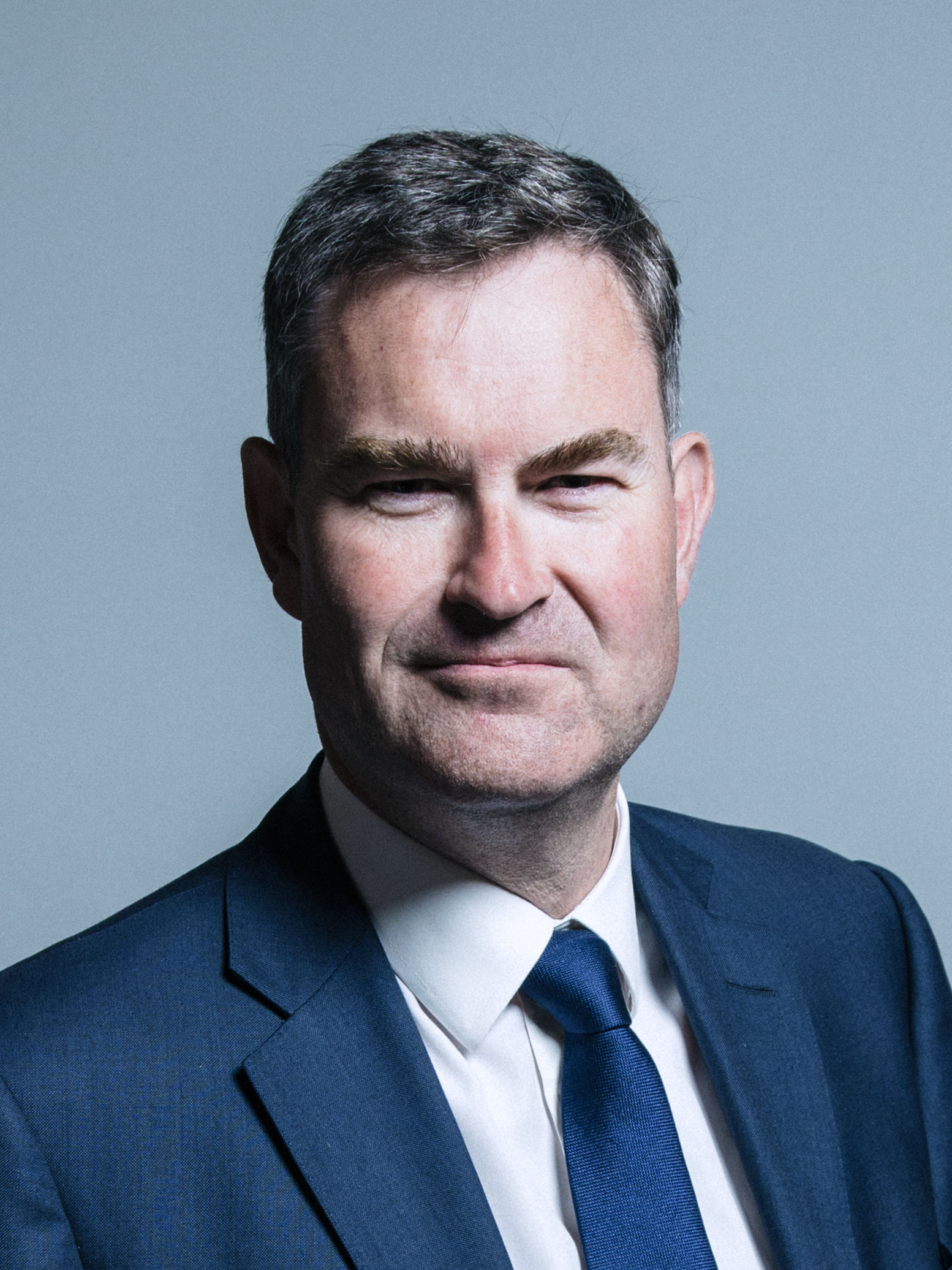
David Gauke (2005-2019)
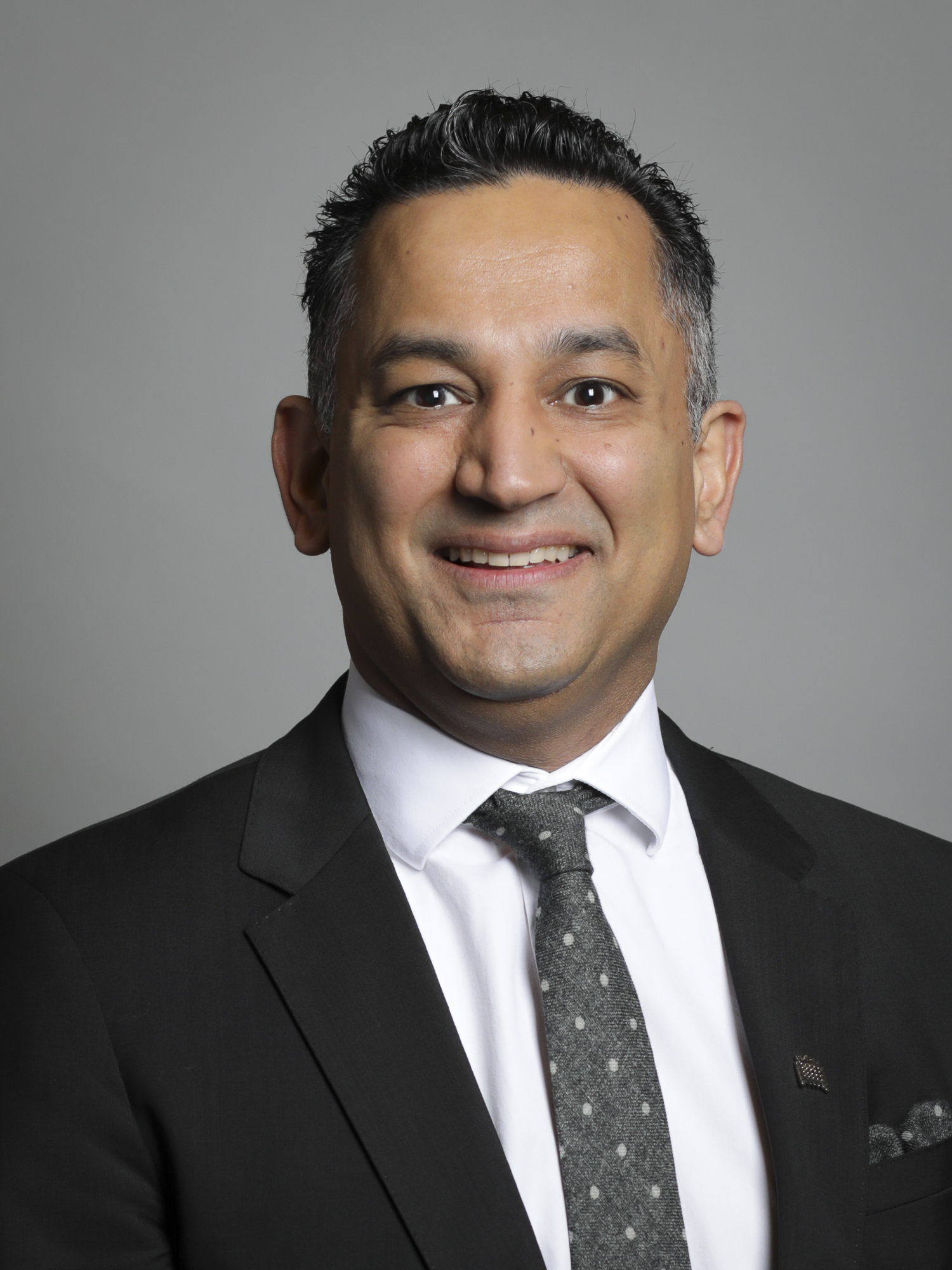
Gagan Mohindra (depuis 2019)